# Bobby Russell (football)
Pour les articles homonymes, voir Russell.
Robert Russell, couramment appelé Bobby Russell, est un footballeur international espoir écossais, né le 11 février 1957, à Glasgow. Il évolue au poste de milieu de terrain et est principalement connu pour avoir joué 10 saisons aux Rangers FC. Il fait partie du Rangers FC Hall of Fame.
Il compte 3 sélections en équipe d'Écosse espoirs.

## Biographie

### Carrière en club
Natif de Glasgow, il est formé à Shettleston (en) avant de jouer à partir de 1977 pour les Rangers. Il y restera 10 saisons, s'y construisant un palmarès riche d'un titre de champion, 3 Coupes d'Écosse et 4 Coupes de la Ligue écossaise, y jouant 370 matches officiels (dont 250 en championnat pour 31 buts inscrits).
En 1987, il rejoint Motherwell où il restera 5 ans, y remportant une Coupe d'Écosse supplémentaire. Sa fin de carrière sera ponctuée de courts passages dans des clubs plus modestes, (dont à Albion Rovers comme entraîneur-joueur) avant de raccrocher définitivement les crampons en 1997.
Il se reconvertit alors comme entraîneur, faisant partie de l'encadrement des équipes de jeunes aux Rangers, avant de partir vivre au Canada, à Aurora en Ontario, exerçant comme entraîneur de l'équipe locale.

## Palmarès

### Comme joueur
- Rangers :
  - Champion d'Écosse en 1977-78
  - Vainqueur de la Coupe d'Écosse en 1978, 1979 et 1981
  - Vainqueur de la Coupe de la Ligue écossaise en 1978, 1979, 1982 et 1984
  - Vainqueur de la Glasgow Cup en 1979, 1983, 1985 et 1986

- Motherwell :
  - Vainqueur de la Coupe d'Écosse en 1991